# Easi Arena
Die Easi Arena (Eigenschreibweise: easi Arena) ist ein Fußballstadion in der belgischen Stadt La Louvière (Provinz Hennegau im französischsprachigen Teil der wallonischen Region). Der Fußballverein RAAL La Louvière (Royale Association Athlétique Louviéroise) ist der Hauptnutzer und Eigentümer der Anlage mit 8050 Plätzen.

## Geschichte
Im Mai 2021 startete RAAL das Projekt für ein neues Stadion auf dem Gelände des Stade du Tivoli. Zuvor hatte die Stadt La Louvière eine Ausschreibung für das Gelände veröffentlicht. Anstelle des alten Trainingsplatzes wollte der RAAL, anders als das Stade du Tivoli, ein enges Fußballstadion ohne Leichtathletikanlage mit rund 8000 überdachten Plätzen, errichten. Im April 2022 wurde ein überarbeiteter Entwurf eingereicht und angenommen. Der RAAL gewann die städtischen Ausschreibung. Ein Jahr später wurde nach den Vorarbeiten die Baugenehmigung beantragt, die im September 2023 erteilt wurde. Die Bauarbeiten begannen offiziell am 4. März 2024. Mit den Baumaßnahmen wurde ICM (Ingéniérie & Constructions Masset) und die Groupe Wanty betraut. Durch Betonfertigteile schritten die Arbeiten schnell voran. Nach 15 Monaten konnte die Eröffnung begangen werden.
Die Kosten lagen bei eigenfinanzierten 18 Mio. Euro. Die Stadt stellte für die Umgebung des Stadions vier Mio. Euro bereit. Die Spielstätte ist mit Business-Sitzen, einem verhältnismäßig großen V.I.P.-Bereich (etwa ⅛ der Plätze) und zahlreiche Konferenzräume ausgestattet. Für die Ultras wurde eine Stehplatztribüne mit 800 Plätzen eingerichtet. Für den Entwurf war der Architekt Cyril Rousseau von Carré 7 und Mariotti & Associés verantwortlich. Die Fassade ist mit über 40 Kunstwerken verziert. Die Anlage ist in den Vereinsfarben Grün und Weiß gestaltet. Das Spielfeld besteht aus einem Kunstrasen. Es soll die UEFA-Stadionkategorie 2 oder 3 für internationale Begegnung sowie die Anforderungen der Division 1A erfüllen.
Am 18. Juni 2025 gab der RAAL La Louvière bekannt, dass die neue Heimspielstätte Easi Arena heißen wird. Der Vertrag mit dem belgisches Unternehmen Easi, das sich auf IT-Dienstleistungen und -Lösungen spezialisiert hat, läuft bis in das Jahr 2030. Die Eröffnung fand am 28. Juni 2025 statt. Zunächst traten die Frauen des Clubs gegen die Frauenmannschaft des RSC Anderlecht an und unterlagen mit 0:4. Die Männer des RAAL trafen auf den luxemburgischen Meister FC Differdingen 03. Die Partie endete torlos. Das erste Heimspiel in der Division 1A ist für den 26. Juli 2025 gegen Standard Lüttich angesetzt.